# 疑母
疑母（白一平轉寫：ng-）是中古漢語聲母，屬次濁牙音。

## 擬音
大多數漢語、域外方音、對音中，疑母大多發/ŋ/，學界一致同意將其擬爲/ŋ/。
| 聲母 | 高本漢 | 李方桂 | 陸志韋 | 王力 | 周法高 | 李榮 | 邵榮芬 | 蒲立本 | 董同龢 | 鄭張尚芳 | 潘悟雲 | 《廣韻》字數 |
| ---- | ------ | ------ | ------ | ---- | ------ | ---- | ------ | ------ | ------ | -------- | ------ | ------------ |
| 疑   | ŋ      | ŋ      | ŋ(ŋʷ)  | ŋ    | ŋ      | ŋ    | ŋ      | ŋ      | ŋ      | ŋ        | ŋ      | 830          |

## 今音
普通話絕大部分疑母字爲零聲母[Ø]，少數齊齒呼（牛逆擬等）為[n]。
總體來說，北方方言疑母跟影母讀音一致，但南方方言兩者的讀音各有不同。具體來說：
- 北方方言中影疑兩母在合口呼、齊齒呼、撮口呼前都讀[Ø]，但在開口呼前的讀音有較大區別，據此可分五類：
  1. 北京型：開口呼的影疑母字讀[Ø]，多見於北京官話、東北官話、膠遼官話、江淮官話等。
  2. 濟南型：開口呼的影疑母字讀[ŋ]，這種類型分布很廣，可見於冀魯官話、中原官話、蘭銀官話、西南官話、晉語的大部分地區。
  3. 天津型：開口呼的影疑母字讀[n]，多見於北京官話、東北官話、冀魯官話北部、晉語的北部地區。
  4. 洛陽型：開口呼的影疑母字讀[ɣ]，多見於中原官話、蘭銀官話、晉語的南部地區。
  5. 合肥型：開口呼的影疑母字讀[ʐ]，主要分布在合肥及其周邊地區。
- 南方方言中影疑兩母則完全或部分分開，具體可分三類：
  1. 湘贛型：影疑兩母在開口呼和合口呼合流，開口呼多讀[ŋ]，合口呼多讀[Ø]；在齊齒呼和撮口呼，兩者大多不合流，其中影母讀[Ø]而疑母讀[ȵ]。
  2. 吳閩客型：影疑兩母的讀音保持獨立，影母讀[Ø]，疑母的讀音則甚複雜，但一般不讀[Ø]。以蘇州話為例，疑母開口呼大多讀[ŋ]、齊齒呼和撮口呼大多讀[ȵ]。
  3. 粵語型：粵方言內部對於影疑母字的讀音有很大分歧，既有合流也有分立。以廣州話為例，影疑兩母的開口呼不同，影母讀[Ø]而疑母讀[ŋ]，但影疑兩母的齊齒呼和撮口呼讀音相同，都讀[j]。

## 參閱
廣韻查詢系統-疑母（页面存档备份，存于）
1. ↑  赵学玲. . 语言研究. 2007-12, 27 (4): 72-78.